# Куруме (Фукуока)

Куруме́ (яп. 久留米市, くるめし, МФА: [kuɾume ɕi̥]?) — місто в Японії, в префектурі Фукуока.  Входить до списку центральних міст Японії.   Отримало статус міста 1889 року. Площа становить 229,84 км². Станом на 1 липня 2012 року населення складало 301 843  осіб, густота населення — 1310 осіб/км².     

## Історія
У 1620–1871 роках містечко Куруме було центром автономного уділу Куруме, що належав самурайському роду Аріма.
Куруме отримало статус міста 1 квітня 1889 року.